# På främmande mark (1949)
På främmande mark (engelska: Battleground) är en amerikansk krigsfilm från 1949 i regi av William A. Wellman.

## Handling
Filmen följer ett fiktivt kompani från 101st Airborne Division som är inringade i den belgiska staden Bastogne i december 1944 under Ardenneroffensiven.

## Utmärkelser
På främmande mark vann två Oscars 1950, för bästa originalmanus och bästa foto (svartvitt). Filmen vann även två Golden Globe Awards, för bästa manliga biroll och bästa manus samma år.

## Rollista i urval
- Van Johnson - menige Holley
- John Hodiak - menige Donald Jarvess
- Ricardo Montalbán - menige Johnny Roderigues
- George Murphy - menige "Pop" Stazak
- Marshall Thompson - menige Jim Layton
- Jerome Courtland - menige Abner Spudler
- Don Taylor - korpral Standiferd
- James Whitmore - sergeant Kinnie
- Leon Ames - prästen
- Denise Darcel - Denise
- Richard Jaeckel - menige Bettis
- James Arness - menige Garby